# Bengt Thomasson (läkare)
Bengt Gunnar Thomasson, född 9 maj 1924 i Norra Rörums församling i dåvarande Malmöhus län, död 4 augusti 2001 på Ågerups säteri i Skåne län, var en svensk läkare.

## Biografi
Thomasson avlade studentexamen i Örebro 1943, medicine kandidatexamen 1947 och medicine licentiatexamen i Stockholm 1952. Han promoverades till medicine doktor i Göteborg 1959 och var docent i medicin vid Karolinska institutet från 1963. Han var blev förste underläkare vid medicinavdelningen på Stocksunds lasarett 1952 och vid medicinavdelningen på S:t Eriks sjukhus samma år.
Thomasson var amanuens på medicinkliniken 1, Sahlgrenska sjukhuset, 1957–1958 och biträdande överläkare vid medicinavdelningen på Serafimerlasarettet från 1960. Han författade även skrifter inom det kardiologiska området.
Han var son till företagsledaren Tage Thomasson och Anna Bergqvist samt dotterson till biskop Olof Bergqvist och följaktligen systerson till författaren Stina Aronson. Under en period var Bengt Thomasson gift med journalisten Anita Lagercrantz-Ohlin, född Lundgren. Sedan var han under en kort tid gift med journalisten Jeanette Bonnier. Thomassons sista äktenskap ingicks långt senare, år 1993, med Anna-Liisa Westerdahl Thomasson (1940–2009). Han hade en son i äktenskapet med Anita Lagercrantz-Ohlin.
Han är begravd i den Thomassonska familjegraven på Norra Rörums kyrkogård i Höörs kommun, där även hans föräldrar och farföräldrar ligger.